# Eugène Rimmel
Pour les articles homonymes, voir Rimmel (homonymie).
Eugène Rimmel, né le 15 avril 1821 à Paris (France) et mort le 25 février 1887 à Londres (Royaume-Uni), est un parfumeur et un homme d'affaires franco-britannique. Il a été le responsable de la fabrication et de la vente de certains produits de beauté, ainsi que le créateur de la marque Rimmel en 1880. 

## Biographie

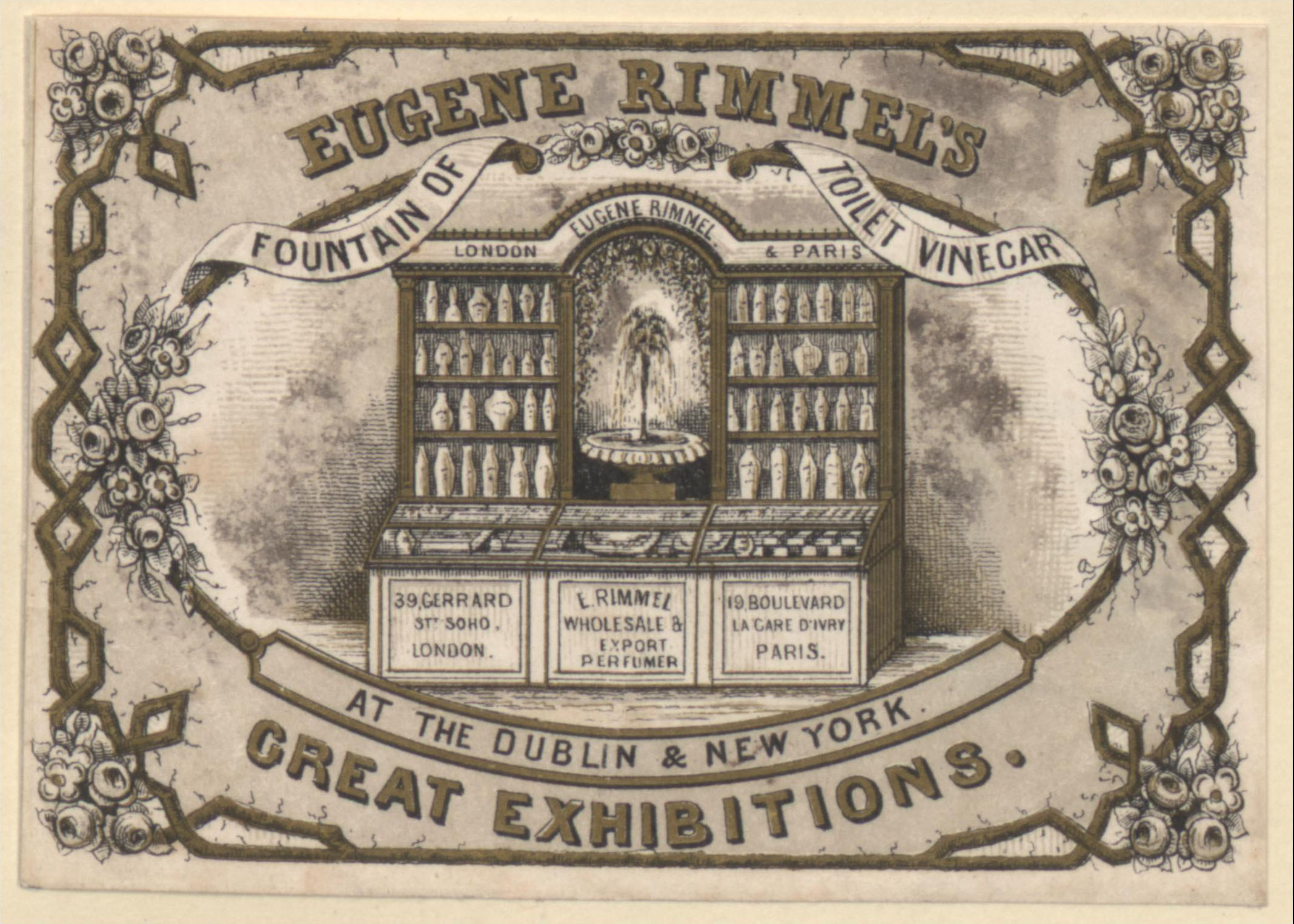
Publicité (1851) pour le « vinaigre de toilette », inspiré à Eugène Rimmel par le « vinaigre des quatre voleurs »,.

Né à Paris, Eugène Rimmel accompagne[Quand ?] en tant qu'apprenti son père à Londres. Celui-ci avait été contacté en 1834 pour diriger une parfumerie et commence à produire ses premiers produits cosmétiques la même année. Vers 1844, il ouvre sa propre boutique, la « Chambre de Rimmel », sur Bond Street et se taille déjà une belle réputation. 
En 1880, Eugène Rimmel crée la marque Rimmel et présente le premier produit de maquillage non toxique : le mascara, un produit permettant de surligner les yeux en colorant les cils, ce qui leur donne plus de longueur apparente. 
La version française de son Livre des Parfums (1870) est d'abord parue en Angleterre, préfacée par Alphonse Karr. Exposant à l'exposition universelle de 1867, il a fait paraître ses Souvenirs de l'exposition universelle en 1868.
À sa mort, le New York Times le sacra « prince des parfumeurs ».
Rimmel resta une maison familiale jusqu'en 1949.

## Distinctions
- Chevalier de la Légion d'honneur le 9 mars 1872[7]